# Hippopus hippopus
Hippopus hippopus је шкољка из реда Veneroida и фамилије Tridacnidae.

## Угроженост
Ова врста се сматра рањивом у погледу угрожености врсте од изумирања.

## Распрострањење
Ареал врсте Hippopus hippopus обухвата већи број држава. 
Врста има станиште у Аустралији, Малезији, Индонезији, Филипинима, Соломоновим острвима, Кирибатима, Маршалским острвима, Тувалуу, Палауу, Вануатуу, Папуи Новој Гвинеји, Сингапуру.
Врста је можда изумрла у Америчкој Самои, Гваму, Фиџију, Кини, Јапану, Тонги и Самои.
Присуство је непотврђено у Индији и Тајланду.

## Станиште
Врста живи у мору.